# Марки медицинских сборов

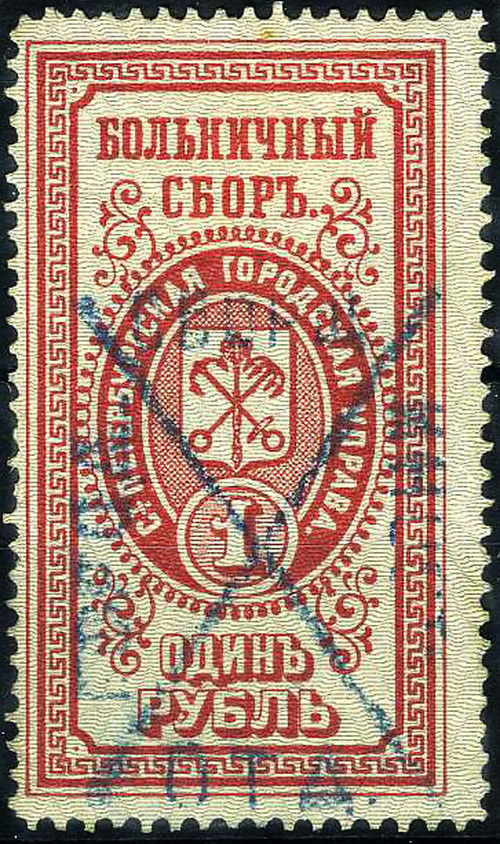
Марка больничного сбора Санкт-Петербургской городской управы

Марки медицинских сборов, включая больничные, рецептурные, санитарные и марки в пользу Красного Креста, — виды фискальных марок для оплаты сборов на содержание медицинских организаций и на различные медицинские нужды.

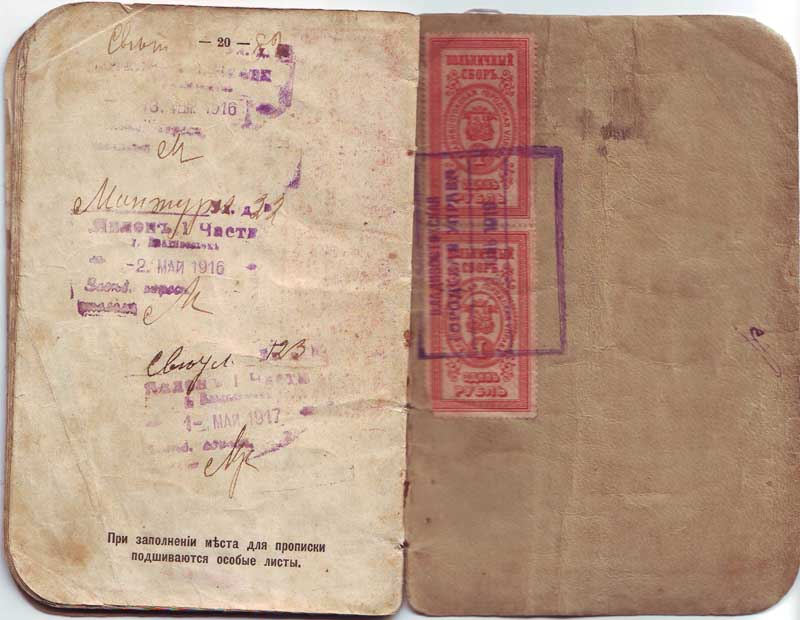
Вклеенные в паспорт марки больничного сбора Владивостокской городской управы (1 рубль, начало XX века)

## Марки больничного сбора
В XIX — начале XX века во многих городах Российской империи, в том числе в Москве и Санкт-Петербурге, существовал так называемый больничный сбор на содержание больниц. В Москве данный сбор взимался с иногородних, приезжавших на заработки, одновременно с получением вида на жительство. Он шёл на содержание Старо-Екатерининской городской больницы для чернорабочих. Первоначально сбор составлял 70 копеек серебром в год с человека, затем плата поднялась до рубля, а с 21 мая 1890 года — до рубля с четвертью. После уплаты сбора поначалу выдавался так называемый «адресный билет», в 1861 году были выпущены специальные 70-копеечные марки больничного сбора, которые наклеивались рядом с прописочными марками в паспортах и метриках. Впоследствии стали выходить марки номиналом в 1 рубль, а в 1890 году, после нового повышения величины сбора, марки заменили квитанциями.
Больничные марки выпускало также Псковское земство. В 1918 году марка больничного сбора стоимостью один рубль была выпущена в Рыбинске. Сбор проводился при операциях с паспортом старого образца или при выдаче властями каких-либо справок, на которые наклеивалась марка. Она была красно-коричневого цвета, без зубцов; внутри овала располагался герб Рыбинска, по периметру овала шла надпись «Рыбинский городской отдел»; в нижней части прямоугольной рамки текст «За 1918 год». Тираж марки и время её обращения неизвестны.

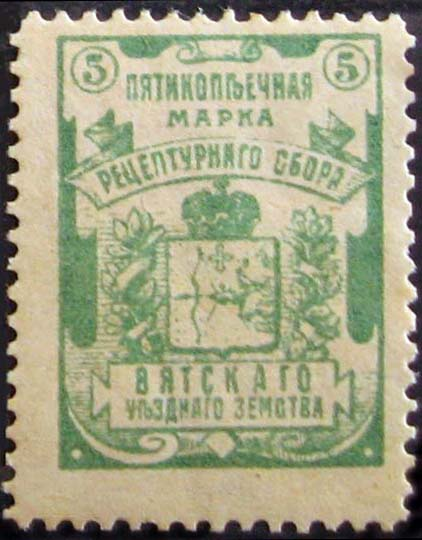
Марка рецептурного сбора Вятского уезда

## Рецептурные марки
Достаточную свободу в выпуске фискальных марок имели земские управы, хотя пользовались этим достаточно редко. Некоторые земства выпускали так называемые марки рецептурного сбора. Доходы от рецептурного сбора шли на оплату работы приема ветеринаров (Нолинск) и врачей. Подобные марки выпускались, например, в Вятском, Котельническом и Нолинском уездах.
Некоторые обязательные местные больничные, медицинские и санитарные сборы носили также благотворительный характер.

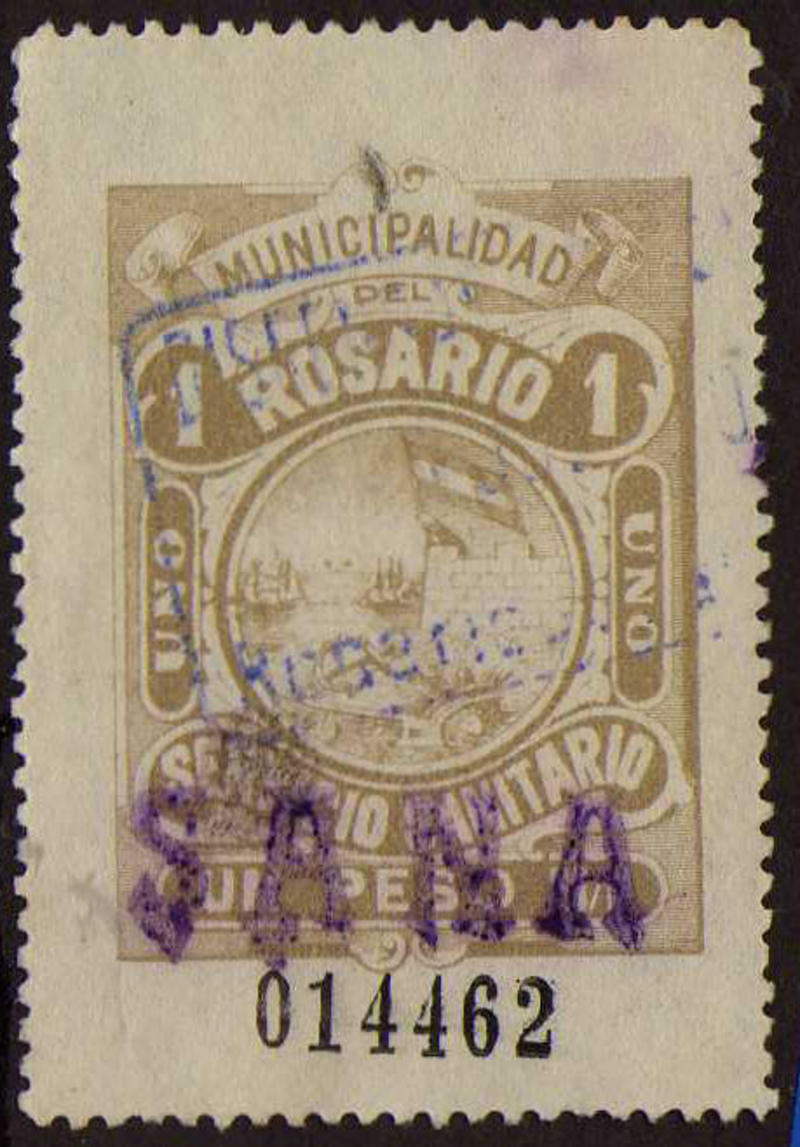
Аргентина: номерная марка санитарного сбора Росарио с проституток, номиналом в 1 песо и со штампом «SANA» («Здорова»)

## Марки санитарного сбора с проституток
В Аргентине с 1893 по 1920-е годы в употреблении находились особые марки для проституток в соответствии с законом, введённым муниципалитетом Росарио (провинция Санта-Фе), а также Буэнос-Айреса. Согласно закону, все зарегистрированные проститутки в этих городах должны были проходить ежемесячный медицинский осмотр. Для этой цели и были выпущены марки специального санитарого сбора (исп. Sello Servicio Sanitario), который взимался с лиц, занимавшихся проституцией и подлежавших обязательному медицинскому осмотру. Марки вклеивались в специальную санитарную книжку проститутки, которую она была обязана показывать своим клиентам в доказательство того, что она была здорова. Однако сами клиенты не должны были предоставлять никаких документов, подтверждавших, что они не заражены венерическими заболеваниями.
Марки были номерными и стоили 1 песо в Росарио и 2 песо в Буэнос-Айресе. Они гасились врачом фиолетовыми штемпелями с текстом «SANA» (или «S»), если проститутка была здорова, «ENFERMA» (или «E»), если заражена, и «CON REGLA» (или «R»), если осмотр не мог быть произведён по причине месячных. В последних двух случаях проститутка временно отстранялась от своей работы. Встречаются марки с надписью от руки «Reposición», что означало назначение повторного обследования в течение недели. Существуют марки более высоких номиналов, например, 4 и 4½ песо, предназначенные, вероятно, для оплаты штрафов за нарушения регулярности медицинских осмотров или лечения.
Аргентинские марки для проституток включены в каталог фискальных марок Форбена. Известны также коллекции подобных марок. В частности, в 1998 году на выставке Филателистической ассоциации Рочестера (штат Нью-Йорк) «ROPEX ’98» была представлена внеконкурсная экспозиция члена ассоциации Энн Триггл (англ. Ann M. Triggle), носившая название «Servicio Sanitario Stamps of Rosario, Argentina» («Марки санитарного обслуживания Росарио, Аргентина»).

## Марки в пользу Красного Креста
В Российской империи применялся как добровольный, так и обязательный сбор в пользу Красного Креста, носивший благотворительный характер. Сбор взимался с покупателей железнодорожных билетов.
В СССР в конце 1930-х годов, помимо добровольного, также существовал обязательный сбор в пользу Красного Креста. Получателем средств был МИД при оформлении въездных и выездных документов. В дальнейшем сбор средств производился через Союз Обществ Красного Креста и Красного Полумесяца СССР в виде массовой уплаты ежегодных членских взносов учащимися учебных заведений и работниками и служащими предприятий, организаций и учреждений.
| Марки уплаты членских взносов в Союз Обществ Красного Креста и Красного Полумесяца СССР | Марки уплаты членских взносов в Союз Обществ Красного Креста и Красного Полумесяца СССР |
| --------------------------------------------------------------------------------------- | --------------------------------------------------------------------------------------- |
|                                                                                         |                                                                                         |